# زیبای سیاه (فیلم ۱۹۹۴)
زیبای سیاه (انگلیسی: Black Beauty) فیلمی در ژانر ماجراجویی به کارگردانی کارولین تامپسون است که در سال ۱۹۹۴ منتشر شد.

## بازیگران
- شان بین
- دیوید تیولیس
- جیم کارتر
- پیتر دیویسن
- الن کامینگ
- الون آرمسترانگ
- النور برون
- رزالیند ایرز